# جاك بورنس (لاعب كرة قاعدة)
جاك بورنس (بالإنجليزية: Jack Burns)‏ هو لاعب كرة قاعدة أمريكي، ولد في 31 أغسطس 1907 في كامبريدج في الولايات المتحدة، وتوفي في 18 أبريل 1975 في Brighton, Boston ‏ في الولايات المتحدة.

## وصلات خارجية
- جاك بورنس على موقعبيزبول رفرنس.كوم (الدوري الرئيسي) (الإنجليزية)